# Joseph Christian Leyendecker

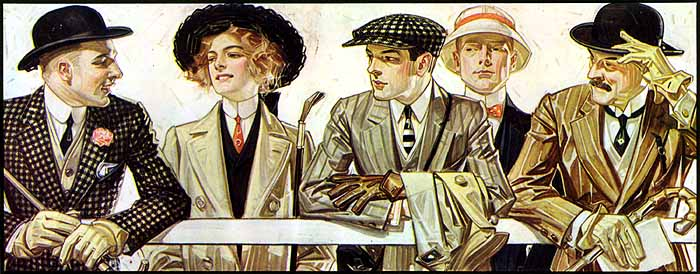
Ilustración para Arrow Collar, 1907. J.C. Leyendecker.

Joseph Christian Leyendecker (23 de marzo de 1874 - 25 de julio de 1951) fue un famoso ilustrador de Estados Unidos, considerado incluso por algunos como uno de los más grandes en su género hasta el presente. 

## Biografía

### Primeros años y formación
Siendo de ascendencia holandesa, nació en Alemania y vivió en Montabaur hasta 1882 cuando –a la edad de ocho años– emigró hacia los Estados Unidos junto a sus padres Peter Leyendecker y Elizabeth née Oreseifen, su hermana Augusta, y sus dos hermanos, Frank X. Leyendecker, y Adolph Leyendecker.
Leyendecker obtuvo un trabajo en una compañía de grabado –imprenta– y asistió a la Escuela de Arte de Chicago bajo la dirección de John H. Vanderpoel. Cinco años más tarde asistiría –junto con su hermano Frank– a la Academia Julian de Arte ("Académie Julian") en París.

### Regreso
Al volver a Norteamérica obtuvo varios importantes encargos para anuncios comerciales e ilustraciones. Su retrato de un modelo masculino vistiendo una camisa de gran publicidad (de la marca Arrow Collar), elaborado basándose en su amante y pareja Charles Beach, se transformó en un ideal de belleza masculina para la época, siendo emulado masivamente por los norteamericanos. Leyendecker también hizo ilustraciones de publicidad para la marca Hart, Schaffner & Marx.
En 1914 los hermanos Leyendecker construyeron una mansión en Nueva Rochelle, Nueva York, lugar donde vivieron junto a su hermana y a la pareja de Joseph, Charles Beach. 
Leyendecker fue una influencia clave –además de ser muy amigo– del también famoso ilustrador Norman Rockwell.

## Trayectoria
A lo largo de cuarenta años Leyendecker ilustró muchas de las tapas de la revista norteamericana de enorme popularidad Saturday Evening Post. En total produjo cerca de 300 ilustraciones para esta edición. La mundialmente conocida imagen de Santa Claus como el alegre anciano regordete o panzón vestido en traje rojo fue popularizada por él, así como la del bebé o niño muy pequeño como representación de la venida e inicio del año nuevo. Asimismo es de notar la influencia de su representación de los Tres Reyes Magos para la portada de Navidad del 1900 del Saturday Evening Post.
Leyendecker también dibujó afiches propagandísticos durante la Primera Guerra Mundial en los cuales se incitaba a la gente a comprar bonos de guerra. 
Leyendecker fue elegido para figurar en el Salón de la Fama de la Sociedad de Ilustradores en 1977. 